# فینال سوپر جام فوتبال اسپانیا ۲۰۲۳
فینال سوپر جام اسپانیا ۲۰۲۳ برنده سوپر جام اسپانیا ۲۳–۲۰۲۲، سی و نهمین دوره مسابقات سالانه سوپر جام فوتبال اسپانیا را تعیین خواهد کرد. این بازی در تاریخ ۱۵ ژانویه ۲۰۲۳ در ورزشگاه بین‌المللی ملک فهد در ریاض عربستان سعودی برگزار شد.
بارسلونا در این دیدار با نتیجه ۳-۱ پیروز شد و چهاردهمین قهرمانی خود در سوپرکاپ اسپانیا را به دست آورد.